# Водопадный (Ростовская область)
Водопа́дный — посёлок в Аксайском районе Ростовской области, входит в Большелогское сельское поселение. В поселке Водопадный проживает бывший губернатор Ростовской области Голубев, Василий Юрьевич. В Водопадном находятся много больших предприятий, в их числе: фруктово-овощное хранилище Янтарное, предприятие АксайЭлектроЗапчасть, компания по производству игрушек Инклюзив Рус.

## География
Расположен в 5 км (по дорогам) северо-западнее города Аксай, в окрестностях Ростова-на-Дону.
Восточнее посёлка проходит дорога М4 «Дон».

### Улицы
| - пер. Верхний - ул. Пионерская - ул. Садовая - ул. Совхозная | - ул. Тополевая - ул. Цветочная - ул. Ягодная - ул. Ясная Поляна - Ул. Виноградная - Переулок Рыбинский |  |

## История
Указом ПВС РСФСР от 24 февраля 1988 года поселку Аксайского плодопитомнического совхоза присвоено наименование посёлок Водопадный.

## Население
| 1989 | 2002 | 2010 |
| ---- | ---- | ---- |
| 515  | ↗609 | ↗927 |